# 伊丽莎白女王群岛

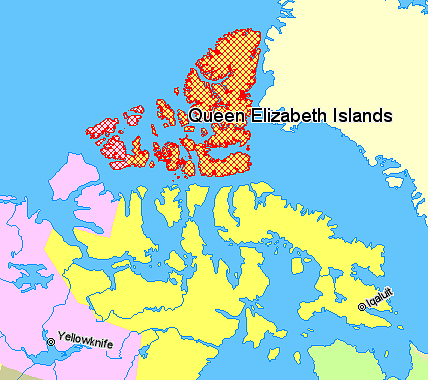
加拿大伊丽莎白女王群岛
努納福特
西北地区
魁北克
格陵兰

伊丽莎白女王群岛（英語：Queen Elizabeth Islands）是加拿大北极群岛最北的群岛，总面积418,961平方公里，分屬努納福特和西北地区，以西經110度線為界。主要的岛屿包括埃尔斯米尔岛、斯維爾德魯普群島、德文島、梅尔维尔岛、巴瑟斯特島等。群岛是为纪念伊丽莎白二世在1953年加冕为女王而以她的名字命名。